# کارل ون وکتن
کارل وان وکتن (انگلیسی: Carl Van Vechten؛ ‏ زادهٔ ۱۷ ژوئن ۱۸۸۰ – درگذشته ۲۱ دسامبر ۱۹۶۴) نویسنده، منتقد و عکاس هنری آمریکایی، از چهره‌های مهم و مشوق در جنبش فرهنگی سیاه‌پوستان آمریکا (رنسانس هارلم) بود.

## نگارخانه

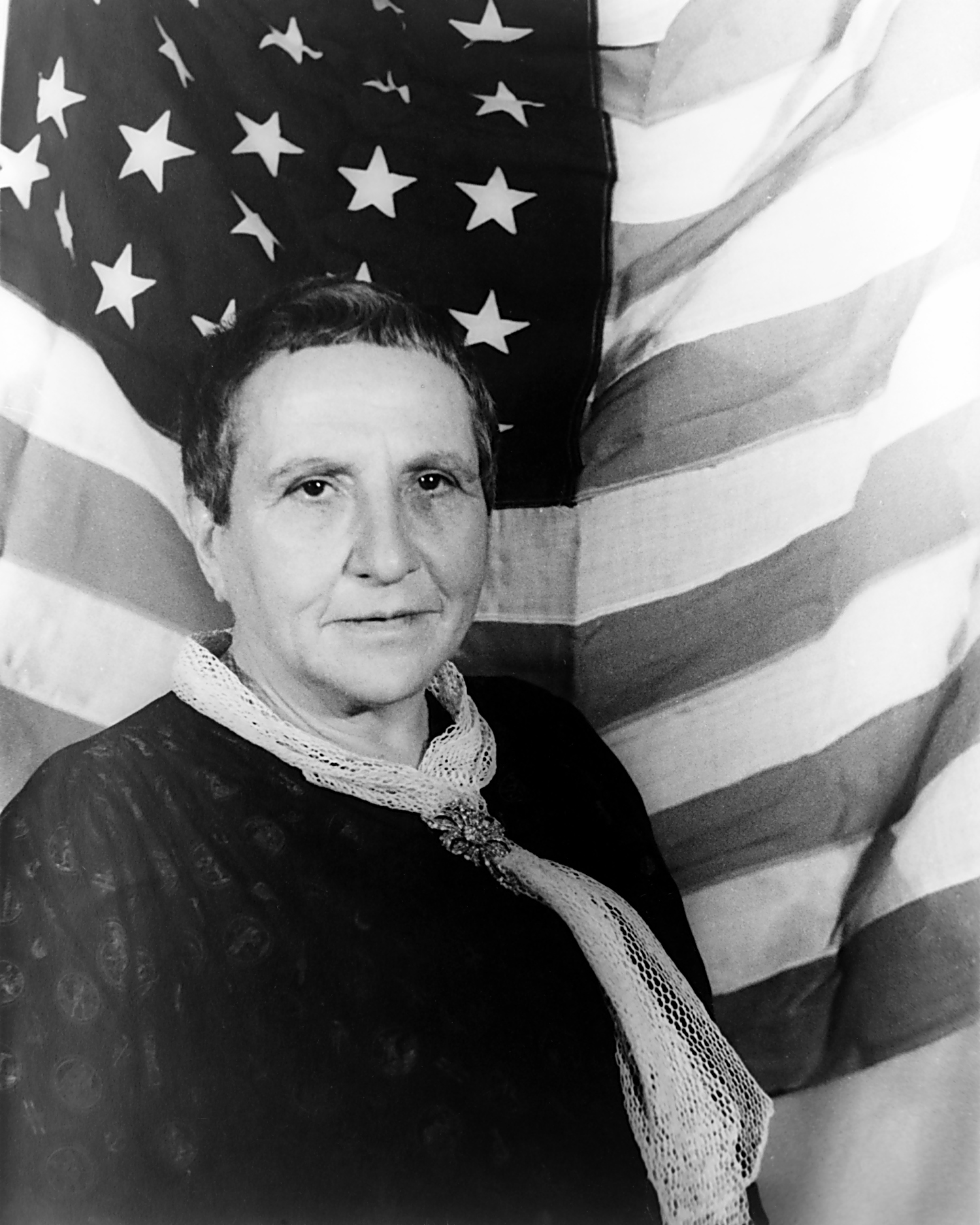
نگاره گرترود استاین اثر وکتن، ۱۹۳۵
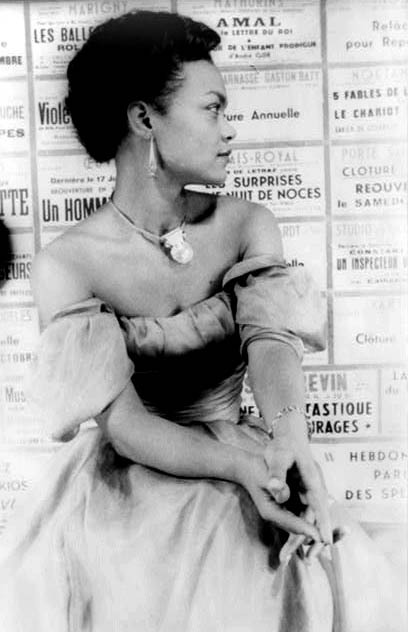
نگاره ارتا کیت اثر وکتن، ۱۹۵۲
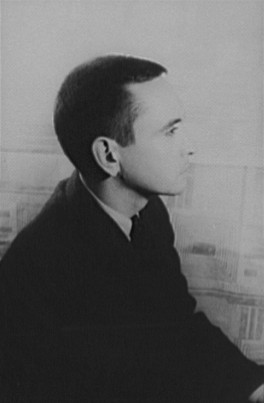
نگاره ادوارد آلبی اثر وکتن، ۱۹۶۱
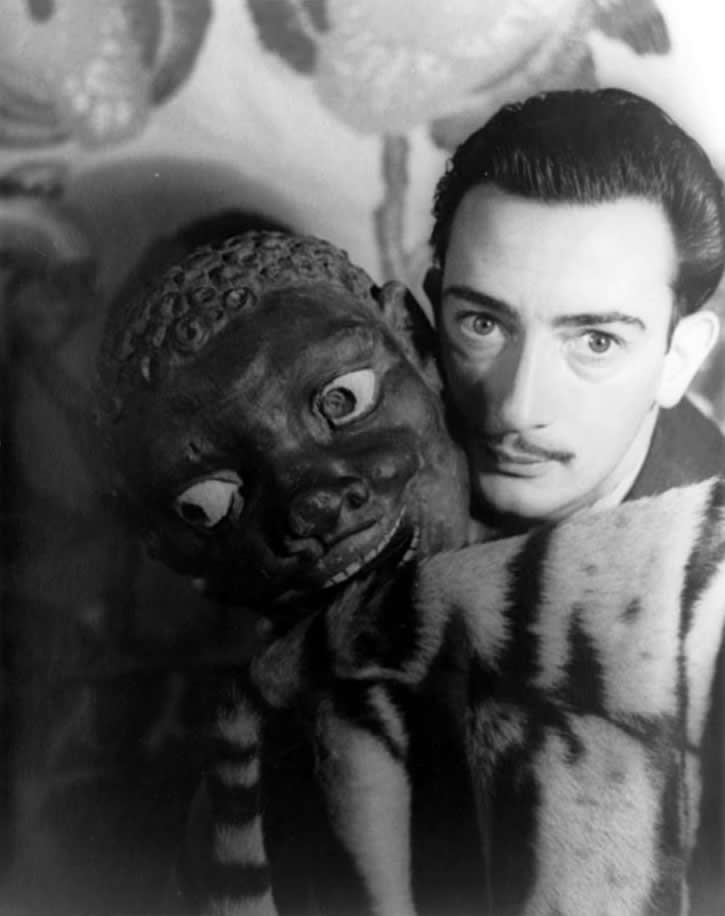
نگاره سالوادور دالی، ۱۹۳۹
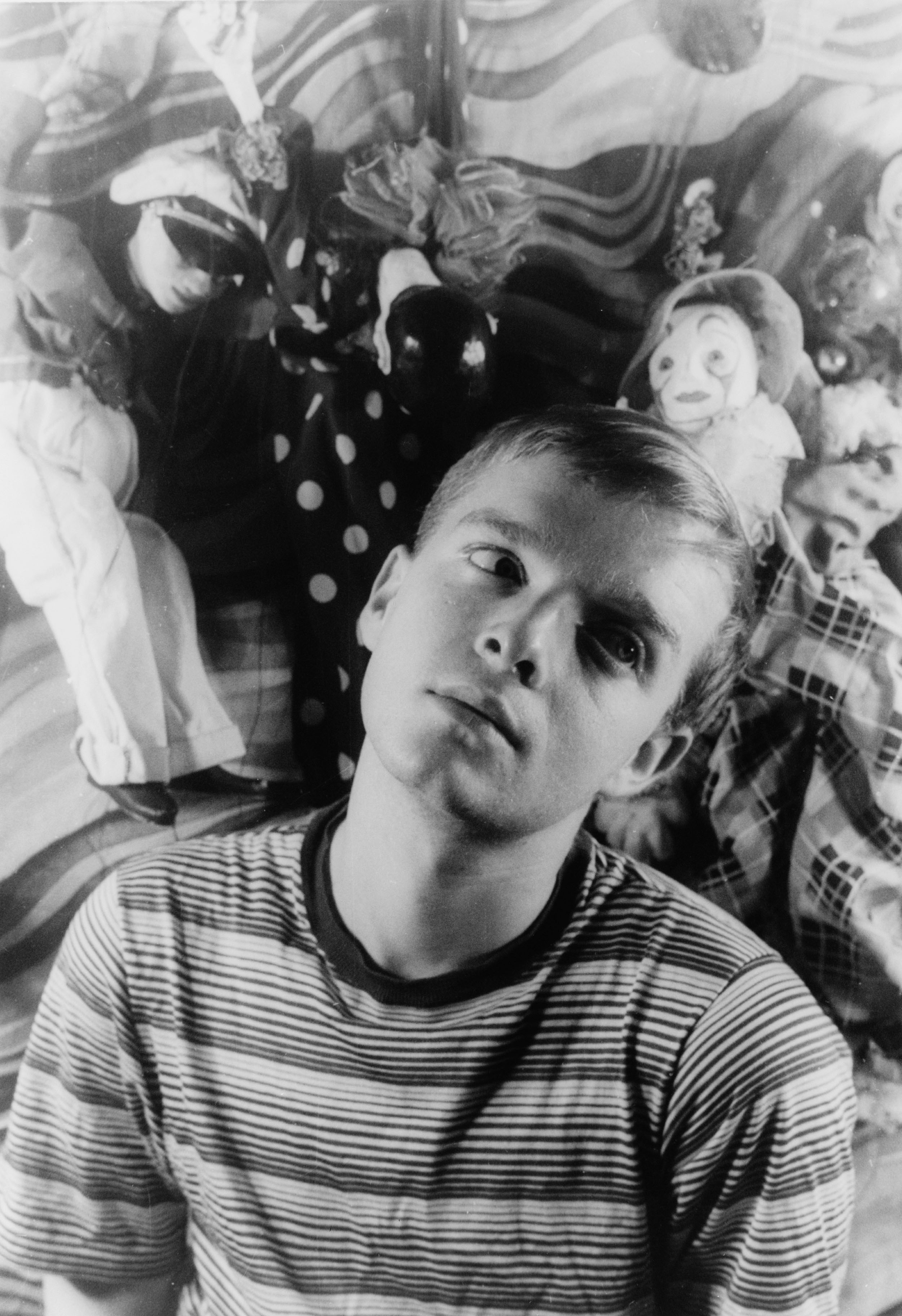
نگاره ترومن کاپوتی، ۱۹۴۸
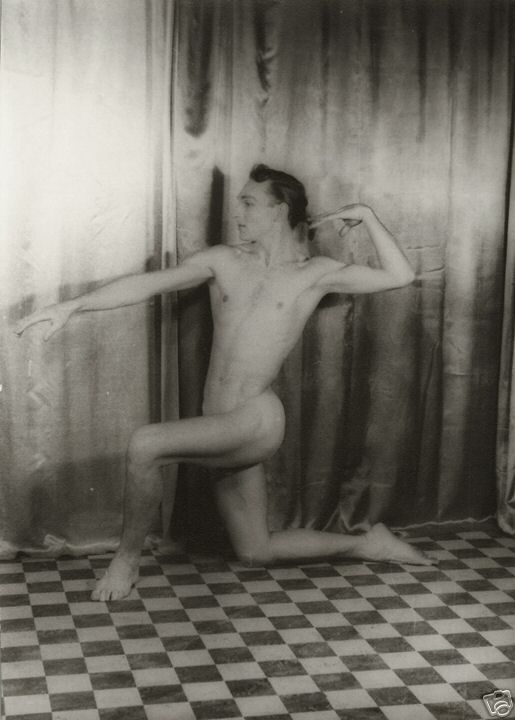
نگاره بیل ارل (رقصنده)، ۱۹۴۸
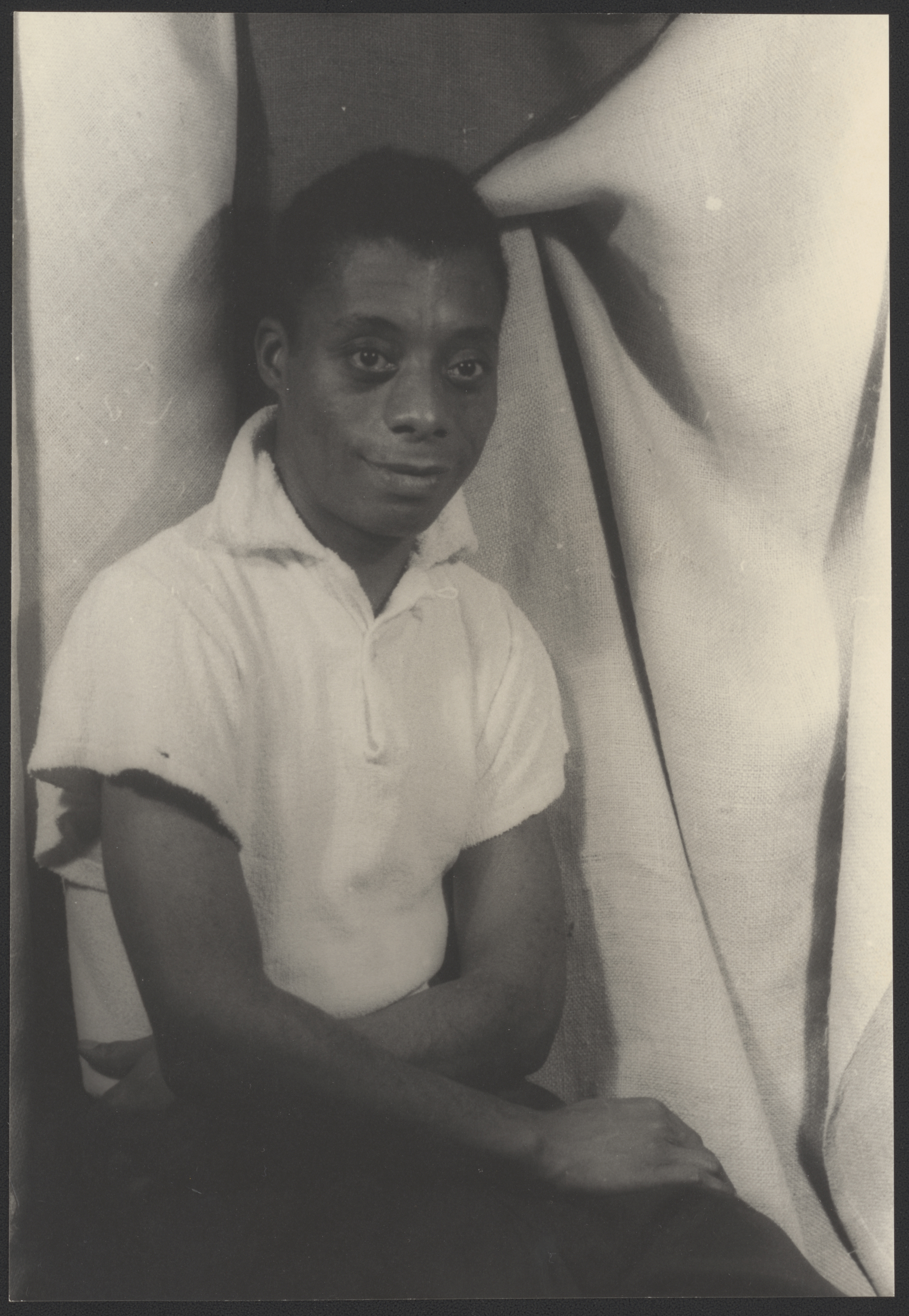
جیمز بالدوین، ۱۹۵۵
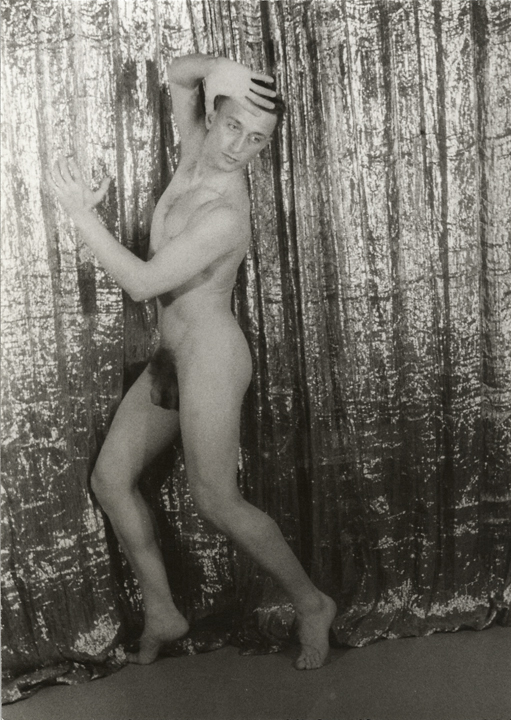
نگاره‌ای از مردی برهنه
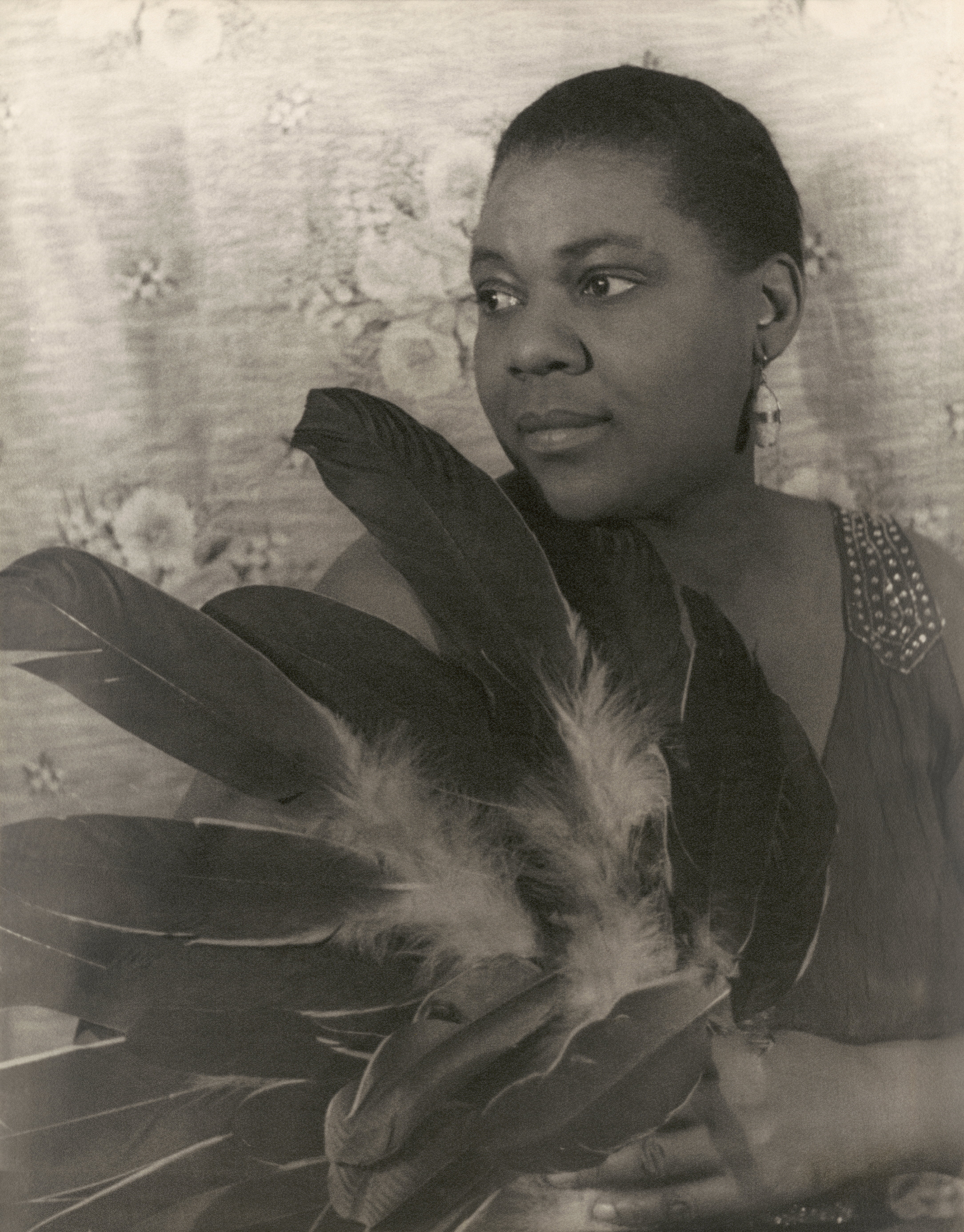
بسی اسمیت در فوریهٔ ۱۹۳۶